# Pseudoxyops diluta
Pseudoxyops diluta är en bönsyrseart som beskrevs av Stoll 1813. Pseudoxyops diluta ingår i släktet Pseudoxyops och familjen Mantidae. Inga underarter finns listade i Catalogue of Life.